# Устрики-Долішні
Устри́ки-Дол́ішні (пол. Ustrzyki Dolne вимовляється [usˈtʂɨkʲi ˈdɔlnɛ]; їд. Istrik, Нижньо-Устріки) — місто в Середніх Бескидах на р. Стрвяж. Адміністративний центр Бещадського повіту Підкарпатського воєводства Польської Республіки.

## Історія

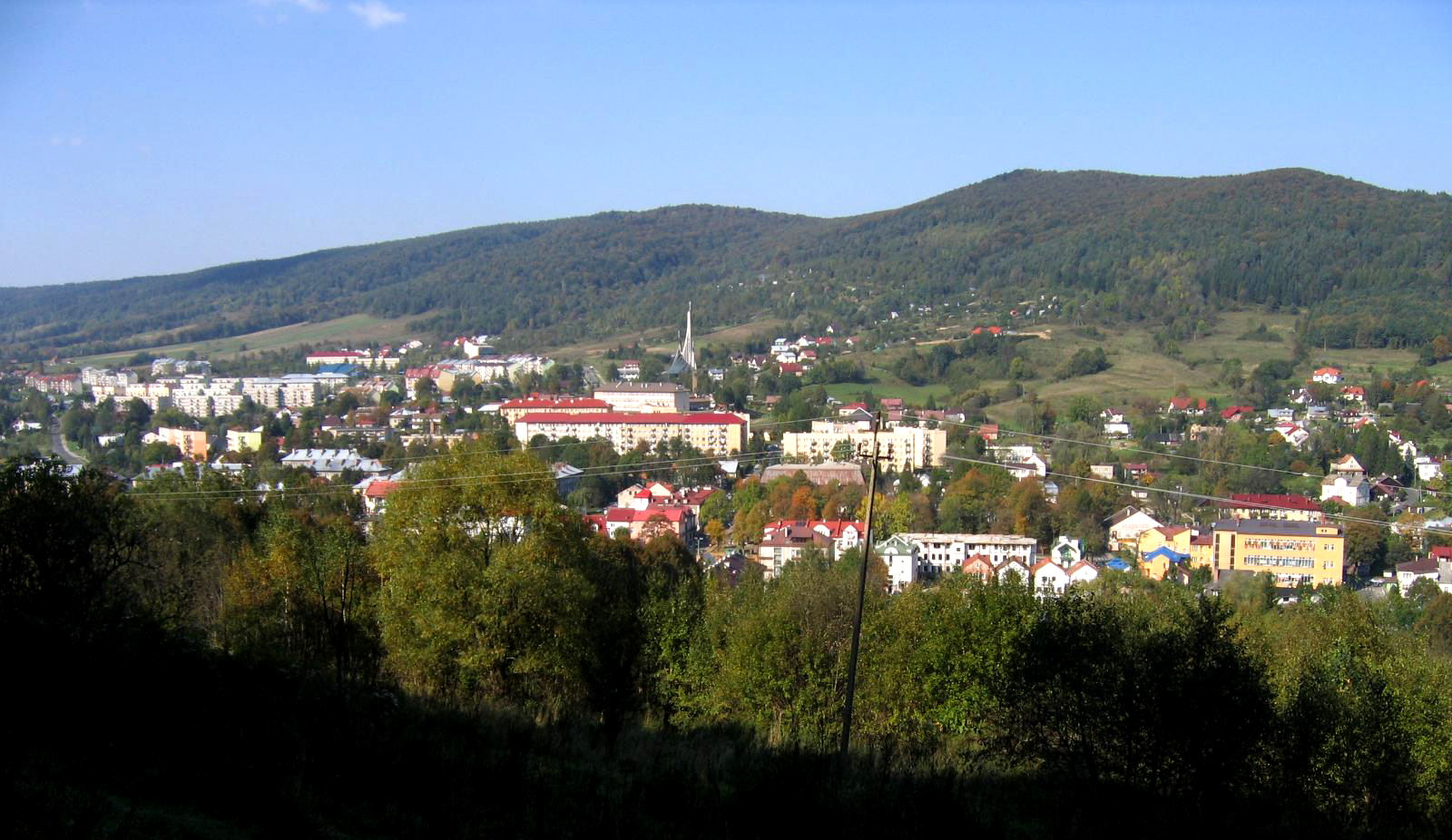
Загальний вид містечка

Лежить на прадавніх етнічних українських землях Бойківщини. У 1497 р. король Ян I Ольбрахт віддав Устрики Івонії Янчоновичу. Були закріпачені на волоському праві в 1509 р. Входили до Перемишльської землі Руського воєводства. В 1672 р. татарська орда Нурадин-Солтана пограбувала і спалила село, а мешканців погнала на схід у неволю. В 1723 р. Устрики Долішні отримали права міста.
З 1772 до 1918 року входило в склад Австрії і Австро-Угорщини, у провінції Королівство Галичини та Володимирії. В 1846 р. жителі Устрик Долішніх брали активну участь у Галицькому повстанні. В 1847 р. споруджена парафіяльна мурована церква Успення Пресвятої Богорродиці, яка належала до Устрицького деканату Перемишльської єпархії УГКЦ. В 1872 р. через місто прокладена Перша угорсько-галицька залізниця та споруджені дві станції. В ході Першої світової війни російські війська захопили місто 21 вересня 1914 р., залишили — 25 січня 1915 р.
3 березня 1918 року в місті відбулось «свято державності і миру» (віче) на підтримку дій уряду Української Народної Республіки, на якому були присутні близько 10 000 осіб. В листопаді-грудні 1918 р. в околицях міста точились бої між поляками та українцями.
У 1919-1939 — містечко в Ліському повіті Львівського воєводства ІІ-ї Речі Посполитої. До 1939 відоме ярмарками худоби. Рафінерія нафти. На 01.01.1939 р. в місті проживало 4300 мешканців (з них 550 українців, 1150 поляків і 2600 євреїв.
12 вересня 1939 року німці окупували місто, однак уже 28 вересня 1939 року мусили відступити з правобережної частини Сяну, оскільки за пактом Ріббентропа-Молотова вона належала до радянської зони впливу. 27.11.1939 постановою Верховної Ради УРСР місто в ході утворення Дрогобицької області включене до неї. 1939-1951 — у складі УРСР (під назвою Нижні Устрики). 17 січня 1940 — рішенням Президії Верховної Ради УРСР (відповідно до рішення ЦК КП(б)У) було утворено Устрико-Дольнівський район Дрогобицької області УРСР (після 1944 — Нижньо-Устріцький район). 12 червня 1941, з початком Радянсько-німецької війни словацька армія оволоділа містом, пізніше передала його німцям. 18 вересня 1944 року радянські війська знову оволоділи містом.
У 1951 на підставі міжурядової угоди в обмін на Забузький район (місто Белз з навколишніми територіями) передане Польщі (разом із пам'ятником Сталіну, який таким чином став одним із трьох у Європі поза СРСР). У 1956 р. в ході «кампанії подолання культу особи» пам'ятник знесений.
Зараз — адміністративний центр ґміни Устрики-Долішні.

## Демографія
Демографічна структура станом на 31 березня 2011 року:
|          | Загалом | Допрацездатний вік | Працездатний вік | Постпрацездатний вік |
| -------- | ------- | ------------------ | ---------------- | -------------------- |
| Чоловіки | 4642    | 886                | 3384             | 372                  |
| Жінки    | 4993    | 898                | 3213             | 882                  |
| Разом    | 9635    | 1784               | 6597             | 1254                 |

## Відомі люди

### Народились
- Брик Іван — український вчений, славіст, філолог, історик, громадський діяч, педагог. Дійсний член НТШ.
- Мисько Еммануїл Петрович — український скульптор.
- Хмельовський Орест Михайлович — український художник, філософ, семіотик.

## Міста-побратими
- Войнич, Республіка Польща
- Гевіз, Угорщина
- Замарді, Угорщина
- Самбір, Україна
- Сокулка, Республіка Польща
- Ґіралтовце, Словаччина